# Црквена ризница у Шиду
Црквена ризница Српског православног архијерејског намесништва шидског, у Владичанском двору у Шиду, отворена је 2016. године, са циљем да прикупља, чува и презентује верску баштину српског православног народа на просторима овог дела Срема.
Ризница има музејско-истраживачки карактер који омогућава заинтересованим појединцима и установама да упознају прошлост Српске православне цркве у Шиду и околини, и то кроз обилазак музејске поставке и кроз истраживачки рад са архивским документима.
Владика сремски Василије свечано је отворио сталну поставку ризнице, после одслуженог акатиста у цркви Преноса моштију Светог оца Николаја и свечаног програма у порти храма.

## Историјат
Велико богатство духовне баштине Срба у овим крајевима резултат је њиховог вишевековног насељавања ових простора. Историјски извори српску православну популацију у Срему помињу већ у 13. и 14. веку, нарочито у време краља Драгутина. Јачање српског елемента нарочито је осетно у 15. веку, када су српски племићи држали велике поседе у Срему (деспот Ђурађ – Сланкамен, Митровицу и Земун; деспот Вук „Змај Огњени” – Купиново, Сланкамен и Беркасово; Ђорђе и Јован Бранковић – Купиново, Сланкамен и Беркасово, Ириг и Јарак итд). Великом сеобом Срба коју је 1690. године предводио патријарх Арсеније Чарнојевић, додатно је ојачан српски елеменат у Панонији.
Ужасни злочини Првог и нарочито Другог светског рата били су посебно усмерени на Србе и њихову баштину. У току злочиначке НДХ усташе су опљачкале скоро све цркве на подручју шидског намесништва док су неке, у повлачењу усташких и нацистичких јединица, срушене или тешко оштећене. Покрадено богатство никад није враћено. Вероватно највећи губитак представља усташко паљење ратног барјака цара Уроша Немањића који се чувао у храму Рођења пресвете Богородице у Моровићу. Шта је све уништено и украдено данас може само да се претпоставља.

## Стална поставка
Стална поставка у ризници броји 170 предмета. Музејска поставка је конципирана по црквеним општинама. Највећи број музеалија чине иконе хронолошког распона од око 1750. године до почетка Другог светског рата. Међу иконама се посебно истичу радови наших познатих уметника попут Распећа Христовог, рад Аксентија Мародића из 1860. године, и Св. Богородица Арапска са Христом, рад Љубомира Арсеновића из 1863. године из храма Преноса моштију Св. оца Николаја у Шиду. По старости, квалитету израде и контексту настанка, најзначајнија икона је Св. Ђурђиц (Пренос моштију Св. великомученика Георгија) насликана око 1750. године за цркву плетару Св. великомученика Георгија у Вашици.

## Библиотека
У Црквеној ризници шидског намесништва чува се богата библиотека коју чине богослужбене и административне књиге. Најстарије књиге потичу из храма Св. апостола Петра и Павла у Беркасову а то су Октоих из 1683. године, Антологион из 1697. године и Пентикостар из 1704. године. Све три књиге су штампане у Москви. Из Храма преноса моштију Св. оца Николаја у Шиду потиче једно рукописно Јеванђеље које је преписао јеромонах Јован из манастира Хопово 1707. године. Својим естетским особинама, духовном и историјском вредношћу истиче се престоно Јеванђеље из шидског храма, које је штампано у Москви 1748. године, а оковано у сребро са иконама на емајлу 1822. године. Занимљив је и Пентикостар штампан у Бечу 1855. године који садржи записе о обнови храма Св. апостола Петра и Павла у Беркасову из 1812, 1878. и 1896. године. Од административних књига треба поменути протокол крштених, венчаних и умрлих шидске парохије вођен у периоду 1762–1777. године. У ризници се чувају и сви уговори о градњи шидског храма из друге половине 18. и прве половине 19. века, затим спискови дародаваца цркви од 1806. године, Именик Српског црквеног певачког друштва Јавор-гусле итд. Посебно су занимљиве архиве задужбина знаменитих Шиђана основане при црквеној општини: Задужбина Алексе и Катарине Ђорђевић, Задужбина Исидора и Евице Регелац, Задужбина Марије Орешковић итд.
Како је основно школство све до прве половине 20. века било организовано под окриљем Српске православне цркве, у црквеној архиви се чува и изузетно вредна документација везана за историју школства у Шиду. Српска православна црквена општина у Шиду саградила је неколико објеката за потребе основне школе: почетком 19. века „стару” школу, 1889. године нови објекат мушке основне школе (данас Српски дом, црквена сала), 1910. године је сазидан, а 1928. године проширен објекат мешовите основне школе (данас Владичански двор), а 1922. године саграђена је Грађанска школа (на месту данашњег ДДОР). Немерљив допринос Српске православне црквене општине за развој школства у Шиду забележен је, између осталог, у записницима седница шидског Школског одбора 1840–1930. године који се чува у ризници.

## Поклони
Велик број предмета у цркве је доспео као поклон верника и свештенства. Од тих дарова из ризнице можемо поменути круне за венчање које су шидском храму да покој душе свог сина Милана, 1867. године поклонили Љубомир и Софија Момировић, затим из истог храма – плаштаница рад и дар Дафине Станковић из 1805. године, путир дар Петра и Александре Мауковић из 1867. године и нешто старији крст који је даровао Марко Мауковић 1845. године. Веома занимљиво је буре за освештавање богојављенске водице које је Марија Орешковић, супруга чувеног тамбураша Мите Орешковића, поклонила шидском храму 1868. године. Из храма Св. пророка Илије у Илинцима потиче путир дар Теодора-Теше Станивуковића из 1916. године, крст дар Миливоја и Наталије Марковић 1926. године и Јеванђење дар задруге Уроша и Владимира Трумића из 1917. године. У храму Св. Великомученика Димитрија у Љуби чувао се путир који је 1881. године даровао Сава игуман манастира Кувеждина. Ту су даље иконе из Моловина које су даровали Младен и Драгиња Грујић (1898), Сава Мишковића (1902) и Сима и Милева Милутиновић (1910); из Беркасова од Јелисавете Вукичевић (1867) и Симе Михаиловића (1885) итд. Значајни су предмети из Бачинаца (дарохранилница, Антологион итд) које је парохији свог родног села поклонио игуман манастира Привине Главе Теофан Косовац.
Посебно место у ризници као својеврсни бисер, заузима путир из 1753. године који је дар чувеног капетана и трговца Трифуна Исаковића, рођеног брата још чувенијег капетана Вука Исаковића. Путир је чуван у храму Св. оца Николаја у Адашевцима.